# 松托纳拉蒙塔涅
松托纳拉蒙塔涅（法語：Sonthonnax-la-Montagne，法語發音：[sɔ̃tɔna la mɔ̃taɲ]）是法国安省的一个市镇，位于该省北部，属于楠蒂阿区。

## 地理
松托纳拉蒙塔涅（46°13'59"N, 5°31'27"E）面积14.14 平方千米，位于法国奥弗涅-罗讷-阿尔卑斯大区安省，该省份为法国东部省份，北起汝拉省，西北接索恩-卢瓦尔省，西接罗讷省和里昂大都会，南至伊泽尔省，东与萨瓦省、上萨瓦省和瑞士接壤。
与松托纳拉蒙塔涅接壤的市镇（或旧市镇、城区）包括：博洛宗、伊泽诺尔、莱萨尔、马塔弗隆-格朗日、尼里约-沃洛尼亚。

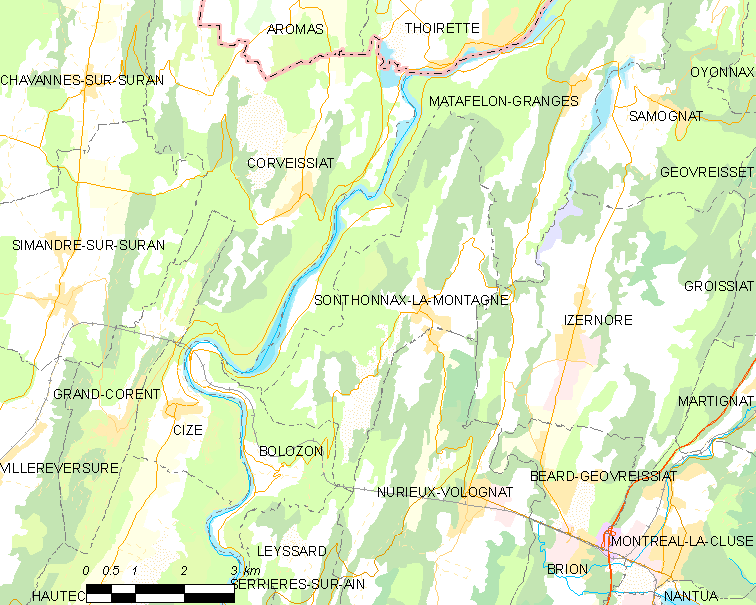
松托纳拉蒙塔涅的OSM定位图

松托纳拉蒙塔涅的时区为UTC+01:00、UTC+02:00（夏令时）。

## 行政
松托纳拉蒙塔涅的邮政编码为01580，INSEE市镇编码为01410。

## 政治
松托纳拉蒙塔涅所属的省级选区为蓬丹县、canton of Izernore。

## 人口

1962-2008年间松托纳拉蒙塔涅人口变化图示

松托纳拉蒙塔涅于2022年1月1日时的人口数量为287人。